# Act of War: High Treason
Pour les articles homonymes, voir Act of War.
Act of War: High Treason est l'extension du jeu vidéo de Act of War: Direct Action. Elle a été développée par Eugen Systems sur PC et édité par Atari Inc. en mars 2006. Elle nécessite l'installation préalable du jeu vidéo Act of War: Direct Action pour fonctionner.
À la suite d'une machination, la Task Force Talon est accusée de haute trahison et pourchassée par le reste des forces armées des États-Unis. La Task Force Talon se bat pour mettre à jour la manipulation d'un Consortium renaissant et finit par prouver sa loyauté, agissant de concert avec les forces régulières pour anéantir les restes du Consortium.

## Trame
Act of War: High Treason se déroule juste après les événements de la campagne d'Act of War: Direct Action. La campagne solo de cette extension s'intitule Le Jour du Consortium.
À la veille de l'élection présidentielle américaine, le Président Baldwin est assassiné à l'aide d'un engin explosif alors que son cortège quittait la Maison-Blanche. Les deux candidats à la présidence, le Sénateur Watts et le Vice-président Cardiff sont également les cibles d'attaques terroristes extrêmement violentes. Le Major Jason Richter fait intervenir la Task Force Talon en envoyant le Sergent-major Ray Jefferson et le Sergent Jackson Oz au secours du Sénateur Watts et du Vice-président Cardiff. Malgré le succès de cette mission, le Sénateur Watts disparaît peu de temps après et est déclaré mort par le gouvernement. Le Vice-président Cardiff survit à l'attaque et devient le nouveau président des États-Unis.
Plusieurs fonctionnaires importants du gouvernement, y compris le Général Kelly de l'US Army sont arrêtés à la suite des accusations de complot et d'assassinat. La Red Cell (en), l'unité militaire chargée d'escorter Watts n'est pas remise en question. Richter envoie Jackson Oz à Fort McCoy, dans le Wisconsin pour rencontrer le colonel Whitemore, chef de la Red Cell. Une fois sur place, Oz est attaqué par les forces de l'armée américaine, et est arrêté pour intrusion dans les affaires de l'État. Richter envoie une petite unité de la Task Force pour sauver Jackson Oz. Jefferson reste sur place pour savoir ce qui se passe réellement.
Avec l'aide de Jefferson, Richter et la Task Force surveillent de près l'avion de Whitemore, un Boeing C-17 Globemaster III, qui contient une cargaison biologique en provenance de USAMRIID (en) et à destination de Cancún, au Mexique. Là bas, ils découvrent le destinataire de l'envoi : le Consortium, une organisation très avancée et très bien financée qui était supposée avoir été éradiquée lors des événements précédents (voir la campagne de Act of War: Direct Action). La Task Force Talon découvre également que la cargaison biologique contient du X-357, un virus mortel pour les animaux, mais inoffensif pour les humains. La Task Force réquisitionne une corvette "Visby" et quitte Cancún en poursuivant un trio de sous-marins "Typhoon" transportant des échantillons biologiques.
Le Major Richter et la Task Force Talon sont maintenant officiellement qualifiés de traîtres. Ils rencontrent l'amiral Burns sur le porte-avions USS Tarawa. Ayant essuyé des tirs par le Consortium, Burns aide à détruire deux des trois sous-marins et débarque ses forces à Cuba ; rentrant pour Washington, il promet d'apporter son soutien à Richter devant la Commission du Sénat. A Cuba, ils découvrent que le président Cardiff travaille avec le Consortium et se trouve être responsable de l'assassinat de l'ancien président Baldwin. La Task Force fait une incursion dans une exploitation agricole du Consortium et se lance à la recherche du dernier sous-marin et d'un expert en armes biologiques du Consortium, le Dr Morello.
La Task Force Talon ne réussit pas à localiser le Dr Morello et à récupérer l'échantillon biologique. Elle parvient cependant à retrouver et secourir le Sénateur Watts qui est encore en vie. Ils le transfèrent dans une base navale américaine des Bahamas restée fidèle à la Task Force. Watts fait un discours à la télévision en direct à l'attention du peuple américain, sur laquelle il témoigne contre Cardiff et le Consortium. Cardiff, furieux, donne l'ordre à Whitemore de détruire Richter quel qu'en soit le prix. Le Dr Morello donne son accord, mais déclare cependant que Cardiff n'est plus indispensable au Consortium. Le Major Richter et les forces des États-Unis défendent la base navale contre les forces du Consortium jusqu'à la fin de l'allocution de Watts qui est, par la suite, évacué à Washington DC afin qu'il puisse témoigner personnellement contre Cardiff au Congrès des États-Unis. La Task Force apprend aussi que le Consortium prévoit de muter le virus X-357 de sorte qu'il soit capable de tuer les humains, mais cela ne peut être fait que dans l'espace extra-atmosphérique.
La Task Force Talon se rend à Cap Canaveral pour tenter d'empêcher l'envoi dans l'espace du virus X-357 à l'aide de la navette spatiale Liberté. Jefferson échoue. Les 52e, 81e et 104e divisions aéroportées qui gardaient le site de lancement attaquent la Task Force, qui est toujours considérée comme traître. Cependant, peu de temps après, le Congrès destitue le président Cardiff. Le général Kelly récupère ses fonctions. La 52e et la 81e cessent les tirs sur la Task Force Talon, la 104e encore sous le commandement du colonel Whitemore et du Consortium continue de se battre, avant d'être détruite.
La navette Liberté est suivie de l'espace à sa zone d'atterrissage dans le désert du Taklamakan en Asie centrale, où la base principale du Consortium est située. L'armée américaine attaque le site d'atterrissage et élimine le virus à l'aide d'une bombe expérimentale. Le reste des forces du Consortium est éradiqué. L'épilogue révèle que le corps de Cardiff se trouve dans une rivière, tandis que la campagne présidentielle du sénateur Watts est pratiquement sans opposition. Le Major Richter et les autres membres de la Task Force Talon, ayant terminé leurs devoirs, prennent des vacances dans les Bahamas...

## Système de jeu

### Généralités
Au niveau du système de jeu, l'extension utilise les fondamentaux identiques au jeu de base avec un certain nombre d'ajouts (batailles navales et mercenaires notamment). Act of War : High Treason propose des missions variées bien plus difficiles que celles du jeu de base. On trouve dans ce jeu, pêle-mêle, de nouvelles unités, une nouvelle campagne solo avec des missions sans ressources, des sièges, des assauts, des parties de rush. Le multijoueur comprend plusieurs modes de jeu et de nombreuses cartes.

### Modes de jeu
- Un mode campagne qui ne se joue que du côté du "Bien" en utilisant tour à tour l'US Army et la Task Force Talon contre le Consortium, le joueur doit alors effectuer des missions aux objectifs distincts qui se succèdent de manière linéaire. Il est toutefois possible de sélectionner directement un chapitre sans suivre le déroulement de l'histoire.
- Un mode escarmouche en solo pour s'entraîner contre l'IA.
- Un mode multijoueur qui permet de jouer simultanément jusqu'à huit joueurs en réseau local ou sur Internet (via la plate-forme GameSpy). Ce mode comporte des variantes :

1. Match à mort, éventuellement en équipes.
2. Marine One Abattu dont l'objectif consiste à escorter le Président jusqu'à la zone d'évacuation indiquée par un signal sur la mini-carte. Il n'y a pas de base à construire, pas de bâtiments à développer ou de ressources à collecter, à la place, il faut capturer des bunkers qui permettent d'appeler des renforts. Ces renforts parviennent dans les bunkers que vos unités d'infanterie contrôlent ou occupent. Des renforts arrivent également au point de départ.
3. Lanceur Scud dans lequel il est impossible de faire des frappes de destruction massive ni d'utiliser des armes anti-tactiques. Il y a seulement un lanceur Scud, neutre, avec un cercle autour de lui au milieu de la carte. Celui qui rentre dans ce cercle prend le contrôle du Scud. Le lanceur Scud peut être détruit, causant des dommages massifs autour de lui. S'il est détruit il réapparaîtra à son point de départ.
4. Navy regroupe toutes les cartes qui proposent une bataille navale.

Une quarantaine de cartes sont proposées. Le jeu intègre également un éditeur de cartes.

### Factions
Le jeu permet de contrôler quatre factions différentes :
- L'US Army
- La Task Force Talon
- Le Consortium
- Les Mercenaires

L'US Army est un terme général qui comprend toutes les forces armées conventionnelles des États-Unis à savoir l'armée, la Navy, l'armée de l'air (Air Force) et les Marines. Équipé d'un armement classique, l'US Army peut se vanter d'avoir une puissance incomparable. Toutefois, l'armée américaine n'est pas aussi flexible que la Task Force Talon ou le Consortium. L'US Army utilise une unité spécialisée pour chaque fonction.
La Task Force Talon est une force d'intervention militaire d'élite. Elle possède une technologie et un armement de pointe qui peut être déployé rapidement n'importe où sur la carte. Chaque unité est, de surcroît, flexible ce qui lui permet de s'adapter à plusieurs types de fonctions.
Le Consortium est une organisation militaire clandestine avec des fonds très importants. Il suit son propre objectif en effectuant des attentats terroristes et utilisant des armes conventionnelles. Leur force provient d'un équipement soviétique performant et d'une technologie très avancée, au niveau de celle de la Task Force Talon, exploitant des projets secrets russes et américains.
Les Mercenaires permettent d'alimenter les rangs de l'armée avec de puissantes unités et de compenser les faiblesses en engageant des éléments compétents. Ils demandent un entretien et coûtent, en fonction de leur puissance, une certaine somme d’argent par seconde. Une fois renvoyés, le contrat est rompu et l'argent est restitué (moins 10 % de la somme). Sur le terrain, ces unités (il y a 9 types de mercenaires en tout) se révèlent dévastatrices. Pour peu qu’on possède quelques réserves, il est possible à n’importe quel moment de résister à une attaque ou de contre-attaquer immédiatement.

## Accueil
| Act of War: High Treason |      |       |
| Média                    | Pays | Notes |
| Canard PC                | FR   | 6/10  |
| GameSpot                 | US   | 80 %  |
| Jeuxvideo.com            | FR   | 15/20 |
| Joystick                 | FR   | 8/10  |